# ヴェルナー・ラトマイヤー
ヴェルナー・ラトマイヤー（Werner Rathmayr、1972年1月26日 - ）は、オーストリア、オーバーエスターライヒ州リンツ出身の元スキージャンプ選手。

## プロフィール
6歳の時スキージャンプを始め、17歳の時1990年1月4日にスキージャンプ週間のインスプルックで地元枠として出場、スキージャンプ・ワールドカップにデビューした。同年3月のノルディックスキージュニア世界選手権では団体戦でハインツ・クッティン、ハンス・ミロニヒ、アレックス・ポイントナーとともに金メダルを獲得した。
1991-1992シーズンからワールドカップに本格参戦、札幌では12月14日のノーマルヒルで98mのバッケンレコードを記録して初優勝すると翌日のラージヒルでも連勝した。スキージャンプ週間では自己最高位の3位、1月25日と1月26日のフライング（オーベルストドルフ）でも2連勝した。しかしこの時点でワールドカップ総合首位に立っていながらアルベールビルオリンピックには厚い選手層に阻まれて出場できず、ワールドカップ総合でもトニ・ニエミネンに水をあけられて2位に終わった。
翌1992-1993シーズンも開幕から好調で12月5日、6日のファルンで2連勝、12月19日、20日の札幌で2戦連続2位など上位に入っていたが1993年ノルディックスキー世界選手権ではラージヒルの試技で転倒して頭を打ち入院したため出場できなかった。ワールドカップ総合は4位となった。
以後は成績は下降線を辿り、1993-1994シーズン総合26位、1994-1995シーズン総合59位、1995-1996シーズンはポイントなし、1996-1997シーズン総合93位で、このシーズン限りで現役を退いた。ワールドカップ通算6勝（2位5回、3位1回）。
ラトマイヤーは空中で手や指を小刻みに動かしてバランスをとることから、空中のピアニストとニックネームをつけられることがあった。
現役引退後はコーチになり、ナショナルジュニアチームやナショナルBチームの指導に当たっている。